# Período Azuchi-Momoyama
O Período Azuchi-Momoyama (安土桃山時代, Azuchi-Momoyama jidai) é uma divisão da história japonesa que compreende o período de 1573 até 1603. Em 1568, Oda Nobunaga marchou em direção a Kyoto para instalar o shogun Ashikaga Yoshiaki. Este acontecimento marcou o início do período Azuchi-Momoyama, o qual recebeu o nome de dois emblemáticos castelos da época, nomeadamente os castelos Azuchi-jō (de Oda Nobunaga) e Fushimi-Momoyama (de Toyotomi Hideyoshi). O imperador concedeu o título de Udaijin (太政大臣, lit. "Grande ministro do estado") , a Oda Nobunaga em 1574 tendo assim permanecido por quatro anos. Dois imperadores reinaram no período, os quais foram, Imperador Ogimachi e o Imperador Go-Yozei.

## História
Depois de colaborar com a ascensão de Yoshiaki ao poder, Nobunaga lançou uma campanha com o propósito de tomar o controle da parte central do país. Em 1570 derrotou os clãs Azai e Asakura, durante a batalha de Anegawa, e em 1575 derrotou a lendária cavalaria do clã Takeda na batalha de Nagashino. Outros dos seus principais inimigos foram os monges guerreiros Ikko-ikki, membros da seita budista de Jōdo-Shinshu, uma rivalidade que perdurou durante doze anos, dez dos quais persistiu o mais duradouro cerco da história, o cerco da fortaleza Ishiyama Hongan-ji.
Nesse período Oda Nobunaga e Toyotomi Hideyoshi vencem inúmeras batalhas e conseguem unificar o Japão. Nessa época, os japoneses têm intensos contatos com europeus e recebem influência do cristianismo. Portugal e Espanha também estavam empenhados em difundir a Religião Católica, o que não era bem visto pelos dirigentes do arquipélago. No inicio, Nobunaga e, posteriormente, Hideyoshi, mostraram-se favoráveis com a introdução do cristianismo, pois, entre os budistas, uma guerra havia sido declarada desde o século X, ao qual se estendeu até o fim do século XVI. Os missionários, principalmente os padres da Companhia de Jesus, levaram a cabo um intenso trabalho de evangelização, em 1582 a comunidade cristã no país chegou a ascender a cerca de 150 mil cristãos no Japão e 200 igrejas.
Em 1576, Nobunaga mandou construir o castelo de Azuchi, o qual se veio a tornar o seu local de operações militares. Em 1582, Oda dominava quase toda a parte central do Japão e as suas principais vias, entre as quais as estradas Tōkaidō e Nakasendo. Assim, decidido a estender o seu domínio territorial para oeste, dois dos seus principais generais ficaram encarregados de completar a tarefa; enquanto que Toyotomi Hideyoshi pacificaria a parte sul da costa oeste do Mar Interior de Seto, em Honshu, Akechi Mitsuhide marchou para o litoral norte do Mar do Japão. Durante o verão do mesmo ano, Hideyoshi encontrava-se detido no cerco do Castelo de Takamatsu, controlado pelo clã Mōri. Hideyoshi solicitou reforços a Nobunaga, que respondeu à solicitação e ordenou que Mitsuhide avançasse com o seu exército para apoiar Hideyoshi. Contudo, contrariamente ao acordo inicial, Nobunaga permaneceu no templo Honnō-ji para sua própria segurança. Ocorrente da situação Mitsuhide, decidiu então regressar a Kyoto para atacar e incendiar o templo no que ficou conhecido como o Incidente de Honnō-ji. Como resultado, Nobunaga acabou por cometer seppuku.
Uma vez que o feudo de Ieyasu se situava no centro do Japão, este evitou assistir a campanhas de pacificação em Shikoku e Kyūshū. Apesar de tudo, foi forçado a enfrentar o clã Hōjō tardio (後北条氏, Go-Hōjō-shi) no Cerco de Odawara (1590).  Alcançada a vitória sobre os Hōjō, Hideyoshi concedeu a Ieyasu as terras penhoradas, transferindo a capital para Edo, actual Tóquio). A sua nova localização em Kyūshū, possibilitou-lhe evitar participar nas invasões japonesas na Coreia, guerra esta que exauriu significativamente os exércitos dos seus principais rivais.
Em 1591, depois de unificar o Japão, Hideyoshi tentou conquistar a China. Para isso, o regente solicitou o apoio da dinastia Joseon da Coreia, para que garantisse uma passagem segura até à China. Porém, o governo coreano negou tal assistência. A Coreia foi então palco de duas invasões massivas por parte das tropas japonesas entre 1592 e 1598, originando na morte de Hideyoshi, que durante todo esse tempo havia permanecido no Japão.
Uma vez que Hideyoshi não possuía descendência real e nem sequer provinha de qualquer um dos históricos clãs japoneses, não lhe foi nunca concedido o título de shōgun. Em compensação, recebeu uma designação de menor importância em 1595, nomeadamente a de Kanpaku (関白, regente) e posteriormente a de Daijō Daijin (太政大臣) em 1586. Finalmente adoptou o título de Taikō (太閤, "Kanpaku retirado").
Oda Nobunaga foi traído pelo general Akechi Mitsuhide no Incidente de Honnō-ji, depois morto por Hideyoshi Toyotomi. Em 1587, Hideyoshi emitiu um decreto expulsando os missionários cristãos. No entanto, os franciscanos conseguiram entrar no país em 1593, e os jesuítas continuaram ativos no oeste do Japão. Em 1597, Hideyoshi intensificou a perseguição de missionários cristãos, proibindo novas conversões, e executou 26 franciscanos como um aviso. Comerciantes e missionários estrangeiros agiram de forma agressiva e intolerante para com instituições japonesas nativas.

### Batalha de Sekigahara
Após a morte de Hideyoshi, Tokugawa Ieyasu começou a estabelecer uma série de alianças com importantes figuras do país através de casamentos combinados. Contudo, Ishida Mitsunari, um dos cinco bugyō (奉行, magistrado), desenvolveu alianças contra Ieyasu.
A 22 de agosto de 1599, enquanto Ieyasu se preparava para enfrentar o clã de um rebelde daimyo chamado Uesugi Kagekatsu, Mitsunari decidiu agir sob a ajuda de vários apoiantes, incluindo outros bugyō e três dos quatro tairō (大老, lit. "Grande ancião"). Assim, haviam criado uma suposta conspiração contra Ieyasu para o assassinarem, acusando-o de treze distintas funções ilegais e condenáveis. Entre as acusações destacam-se acções ilícitas, dando em matrimónio filhos e filhas com poder político. Ieyasu foi inclusivamente incriminado de ter tomado posse do castelo de Osaka, antiga residência de Hideyoshi, como que se a ele pertencesse. Enviada uma carta a Ieyasu, este interpretou-a como uma declaração de guerra. Praticamente todos os daimyo do país se alistaram para o confronto, tanto o "Exército do Oeste" de Mitsunari como o "Exército do Leste" de Ieyasu.
Os dois exércitos enfrentaram-se naquela que é conhecida a Batalha de Sekigahara (関ヶ原の戦い, Sekigahara no tatakai), que teve lugar na vila Sekigahara (da província de Gifu) a 21 de outubro (15 de setembro) no antigo calendário chinês. Ieyasu saiu vitorioso, depois de vários generais do "Exército do Leste" decidirem mudar de lado no decorrer do conflito. Ishida Mitsunari foi forçado a fugir, no entanto acabou por ser capturado e decapitado em Kyoto.

## Artes
Em uma forma de demonstração de poder, foram construídos grandes castelos, decorados com extremo luxo e requinte. Entretanto, entram em voga a cerimônia do chá e o teatro Noh, que pregam a elegância da simplicidade.
Na pintura, o período é amplamente dominado pela Escola Kanō. São reproduzidas representações contemporâneas: festivais sazonais, bailarinos, artesãos, distrações dos guerreiros ou mesmo representações portuguesas.
No período Azuchi-Momoyama são feitos os primeiros registros sobre a bandeira do Japão, no final do século XVI. As bandeiras pertenciam a cada Daimyo e eram usadas primariamente em batalhas. A maioria das bandeiras eram estandartes longos geralmente acompanhados do mon (símbolo da família) do Daimyo. Membros da mesma família, como um filho, pai ou irmão, tinham diferentes bandeiras para portar em uma batalha. As bandeiras serviam como identificação e eram empunhadas pelos soldados em suas costas e em seus cavalos. Generais também tinham suas próprias bandeiras, a maioria diferenciando das bandeiras dos soldados pela sua forma quadrada.
O estilo artístico do período serviu de inspiração para obras posteriores, por exemplo, o atual edifício do teatro Minami-za foi construído em 1929 no estilo arquitetônico do Período Azuchi-Momoyama, com um telhado de duas águas e uma torre tradicional que contou com a aprovação oficial do governo japonês.

## Castelos
A fraqueza dos castelos do período anterior, eram suas bases, geralmente «ladeiras esculpidas» que obrigavam os responsáveis pelos castelos a realizar importantes obras de manutenção por pelo menos cada cinco anos, além de não suportar construções de mais de três andares de altura. A solução encontrada consistiu em dispor amplas bases de pedra que caracterizam o típico castelo japonês. Esta solução também lhes rendeu um suporte extremamente rígido frente aos terremotos constantes que atingem o Japão. O sistema de base de pedra não foi disseminado rapidamente pelo país por motivos financeiros e porque geralmente os daimyo não utilizavam somente um castelo, mas habitualmente contavam com toda uma rede de castelos satélites. Neste caso, o castelo principal era chamado honjo, enquanto que os castelos secundários de apoio eram chamados shijo. Os shijo, eram normalmente administrados de modo independente do castelo principal, com o objetivo de administrar os territórios do feudo, estas tarefas nos castelos secundários eram encarregadas a membros da família governante ou a vassalos de muita confiança, leais ao clan. Os shijo, além disso, podiam ser réplicas em miniatura dos castelos principais, com a mesma base de pedra e atalaias de madeira. Finalmente, os shijo podiam estar apoiados por paliçadas fortificadas a semelhança dos antigos yamashiro do período sengoku.
Os primeiros em desenvolver o uso da base de pedra na construção das torres de menagem ou tenshu kaku foram os arquitetos de Anō, na província de Omi. Ditos arquitetos tiveram experiência na construção de bases de pedra de pagodes e santuários, e depois de testar na construção de atalaias, o primeiro registro que se tem deles é do ano 1577, sobre a construção do tenshu do Castelo Tamon, do daimyo Matsunaga Hisahide, apesar disso, infelizmente nada resta desse período hoje. Outro dos primeiros tenshu que utilizaram base de pedra foi o do Castelo Maruoka, construído em 1576 e que permaneceu praticamente intacto até 1948, quando teve que ser nivelado, por causa de um terremoto, utilizando materiais originais. O tenshu original mais antigo é provavelmente o do Castelo Matsumoto, cuja construção foi datada de 1597.
Durante esta época, também se construíram diversos castelos tanto para fins defensivos como para refletir a riqueza de cada senhor feudal, buscando impressionar aos daimyos inimigos.

## Economia
Nessa época Hideyoshi e outros daimios influentes praticavam ativamente o comércio internacional, os lucros desse comércio eram grandes, como consequência surgem mercadores abastados nas cidades portuárias. Nobunaga e posteriormente Hideyoshi acabara, com o antigo sistema denominado za, que eram corporações de ofício, que foram substituídos por uma nova classe de comerciantes. Metais preciosos como o ouro e a prata tornaram-se itens importantes de exportação, sendo que surgiram várias minas, mais de sessenta minas de ouro e quarenta minas de prata no Japão. Com a exploração desses metais, houve um aumento da circulação de moedas cunhadas com esse materiais, para servir a demanda do comércio internacional, e essas moedas substituíram as moedas de cobre, que tiveram seu uso restrito com o comércio dentro do Japão.
A região de Setonaikai por possuir muitas ilhas acabou se tornando uma região ideal para a atividade de pirataria, pois ali eram escondidos os navios dos piratas japoneses conhecidos como wakō. Os wakō faziam investidas no continente e em várias regiões do Sudeste asiático, e constituíam uma concorrência ilegal, pois não possuíam o selo vermelho dos navios autorizados pelo governo. Hideyoshi ordenou então que os daimios reprimissem energicamente esses piratas, o que acabou resultando numa redução drástica desses piratas. Haviam também piratas chineses que agiam na região de Hirado e que tiveram o mesmo destino dos piratas japoneses.
Pouco antes dos espanhóis terem fundado uma colônia em Luzon, nas Filipinas, os japoneses já tinham presença no comércio local, onde formaram "bairros" japoneses, e isso faziam em outros pontos da Ásia, como no Sião, Indochina, Indonésia, entre outros. A presença japonesa nessas regiões acabou por quebrar o monopólio das potências europeias.